# Pézilla-de-Conflent
Pézilla-de-Conflent (em catalão:  Pesillà de Conflent) é uma comuna francesa na região administrativa da Occitânia, no departamento dos Pirenéus Orientais. Estende-se por uma área de 6.85 km², com 43 habitantes, segundo o censo de 2018, com uma densidade de 6.3 hab/km².